# Посевина, Елена Александровна
Еле́на Алекса́ндровна Посе́вина (13 февраля 1986, Тула) — российская гимнастка, член национальной сборной России (с 2000 года). Двукратная олимпийская чемпионка (2004 и 2008) по художественной гимнастике (групповые упражнения), чемпионка мира (2003, 2005) и Европы (2005) в групповых упражнениях. Одна из четырёх двукратных олимпийских чемпионок в истории художественной гимнастики.
Живёт в Нижнем Новгороде, выступала за спортивное общество «Динамо».
Награждена орденом Дружбы (2005).
В октябре 2008 года заявила о завершении спортивной карьеры.
8 июля 2017 года вышла замуж. Взяв фамилию мужа, стала Еленой Блажевич. 18 октября 2017 у Елены с мужем родился ребёнок.

## Награды и звания
- Заслуженный мастер спорта России
- Орден Дружбы (3 октября 2006) — за большой вклад в развитие физической культуры и спорта, высокие спортивные достижения[2]
- Орден Почёта — За большой вклад в развитие физической культуры и спорта, высокие спортивные достижения на Играх XXIX Олимпиады 2008 года в Пекине[3]